# Comuna Serebria, Berșad
Serebria (în ucraineană Серебрія) este o comună în raionul Berșad, regiunea Vinnița, Ucraina, formată din satele Berezovca și Serebria (reședința).

## Demografie
Componența lingvistică a satului Serebria
     Ucraineană (98,9%)
     Alte limbi (0,91%)
Conform recensământului din 2001, majoritatea populației satului Serebria era vorbitoare de ucraineană (98,9%), existând în minoritate și vorbitori de alte limbi.